# Eurodryas debilisprovincialis
Eurodryas debilisprovincialis är en fjärilsart som beskrevs av Ruggero Verity 1928. Eurodryas debilisprovincialis ingår i släktet Eurodryas och familjen praktfjärilar. Inga underarter finns listade i Catalogue of Life.